# Baby Arizmendi
Baby Arizmendi est un boxeur mexicain né le 17 mars 1914 à Torreón et mort le 31 décembre 1963 à Los Angeles.

## Carrière
Passé professionnel a à peine 14 ans, il devient champion du Mexique des poids coqs en 1931 et remporte le titre vacant de champion des poids plumes NYSAC (New-York State Athletic Commission) en battant aux points le 30 août 1934 Mike Belloise.
Il ne défend pas son titre mais enchaine deux victoires contre Henry Armstrong puis bat par KO au 4e round Chalky Wright le 2 février 1935. Les années suivantes sont marquées par une lente régression (Armstrong prenant plusieurs fois sa revanche) et de nombreuses défaites jusqu'en 1942, année à laquelle il met un terme à sa carrière.

## Distinction
- Baby Arizmendi est membre de l'International Boxing Hall of Fame depuis 2004[1].